# ハイヌウェレ 収穫の夜
『ハイヌウェレ 収穫の夜』（ハイヌウェレ しゅうかくのよる）は、2002年にアダルトアニメレーベルであるblue eyesから発売されたアダルトアニメ。アダルトアニメの監督業で知られた金澤勝眞の代表作の1つである。全2話。

## ストーリー

### 第一話 薔薇と薇と雛罌粟
橋の向こうにある区域では、アンウルンと呼ばれる若者グループが支配していた。
暴力とセックスの嵐が吹き荒れるこの街で、アンウルンのリーダーの妹・帆乃香は穏やかな日常を送っていた。
だが、ある日雅人たちの幼馴染・涼子が彼らを連れ戻すべく来訪したことで、事態が一変した。

### 第二話 骨壷の中の灰
帆乃香とともに町を去ることを決意した雅人。
だが、敵対勢力の来襲により、事態は狂った展開を見せた。

## 登場人物
雅人（まさと）
若者達のグループ「アン・ウルン」のリーダー。妹のこととなると感情を抑えられなくなる。
帆乃香（ほのか）
雅人の妹。ある事件を機に感情を表に出さなくなった。重い病を患っており、吐血することがある。
涼子（りょうこ）
雅人の幼馴染で、帆乃香から姉のように慕われていたが、ある事件を機に距離を置くようになった。
恵美
雅人の恋人。前髪にピンク色のメッシュが入っているのが特徴。仲間に対しては親切だが、涼子に対してちょっかいを出すことが多い。
高雄
アン・ウルンの対立勢力のリーダー。
若葉
高雄の恋人。
慎次
アン・ウルンのメンバー。気弱だが、アン・ウルンの乗っ取りをたくらんでいる。
理沙
慎次の恋人で状況をきちんと把握している。

## スタッフ
- 原作・脚本・監督 - 金澤勝眞
- 製作 - 豪冠太郎
- 企画 - 天地悠太
- プロデューサー - 小池正則、Show隈部
- キャラクター原案 - 祇音
- キャラクターデザイン・作画監督 - 飯島弘也
- 演出 - 服部一郎（第一話）、四暗刻単騎（第二話）
- 絵コンテ - 服部一郎（第一話）、牧野行洋（第二話）
- 美術監督 - 村上律子
- 色彩設定・仕上検査 - 今川和行
- 撮影監督 - 植田慎也
- 音楽監督 - 響楽士
- 音楽 - 高浜輝夫
- 制作担当 - 砂原智保、布施康之
- 制作協力 - スタジオ九魔
- 制作 - TripleX
- 製作 - blue eyes

## パッケージ
- 『ハイヌウェレ 収穫の夜』第一話 薔薇と雛罌栗 2002年5月25日発売 BLES-36003
- 『ハイヌウェレ 収穫の夜』第二話 骨壷の中の灰 2002年11月25日発売 BLES-36005
- 『ハイヌウェレ 収穫の夜』コンプリート版 2008年6月27日発売 MGOD-33
- 『ハイヌウェレ 収穫の夜［完全版］』 2011年4月22日発売 BLSE-013